# Setge de Montevideo (1812-1814)
El Segon Setge de Montevideo va tenir lloc durant la Guerra de la Independència Argentina i fou el setge militar de la ciutat de Montevideo per part de les forces de l'Exèrcit Argentí i d'altres forces auxiliars orientals. Va durar des del 20 d'octubre del 1812 fins al 23 de juny del 1814. Va acabar amb la caiguda de Montevideo en mans dels independentistes de Buenos Aires.

## La Revolució a la Banda Oriental
Al esclatar la Revolució de Maig a Buenos Aires, capital del Virregnat del Riu de la Plata, les autoritats de l'Estació Naval de Montevideo i del seu cabildo es van mantenir lleials al Consell de Regència que governava Espanya en absència de Ferran VII. Mentrestant a Buenos Aires es formava l'Exèrcit Argentí, superior en tropes de terra, però Montevideo tenia superioritat naval.
Els primers enfrontaments entre Buenos Aires i Montevideo van ser navals, i d'una importància relativa: els bloquejos i bombardejos de Buenos Aires no van aconseguir el resultat esperat.
Amb el pas del temps els reialistes van ser derrotats a Còrdoba (Argentina), a l'Alt Perú, i es va independitzar el Paraguai. Montevideo va quedar com a principal amenaça per a la capital de les Províncies Unides del Riu de la Plata, Buenos Aires.
A finals del 1810, Gaspar de Vigodet va ser nomenat governador de Montevideo. A principis de l'any següent el va substituir Francisco Javier de Elío. Aquest va organitzar la conquesta de la Banda Oriental i part de l'actual província d'Entre Ríos. En el Combat de Sant Nicolàs van destruir una petita esquadra de Buenos Aires.
L'esclat de la Revolució Oriental amb el Crit d'Asencio va iniciar l'alçament dels milicians gautxos de la regió – dirigits pel José Gervasio Artigas – contra el govern de Montevideo. Aquestes tropes van ocupar tota la Banda Oriental, amb excepció de Montevideo, amb el suport militar enviat des de Buenos Aires. Així es va iniciar el primer Setge de Montevideo, dirigit per José Rondeau.

## La invasió portuguesa
El virrei Elío, atrapat a Montevideo, va veure com a única sortida l'auxili de les tropes portugueses del Brasil, i va sol·licitar el seu suport per derrotar els revolucionaris. El 17 de juliol un exèrcit de 3.000 soldats portuguesos va travessar la frontera dirigits pel governador de la Capitania del Riu Grande do Sul, Diego de Souza. Tots els pobles de l'est i del nord de l'actual territori uruguaià van ser ocupats per les tropes portugueses, iniciant la invasió portuguesa del 1811.
La situació militar de Buenos Aires va canviar radicalment amb la derrota a la batalla d'Huaqui i després de perdre tot l'Alt Perú. Llavors, la Junta de Govern de Buenos Aires es va veure obligada a negociar amb el virrei Elío.
Les primeres negociacions van fracassar, i aviat la Junta de Buenos Aires va ser substituïda pel Primer Triumvirat el 23 de setembre del 1811. Aquest va tenir una actitud molt més prudent quan al desenvolupament de la guerra, preferint les solucions diplomàtiques a les bèl·liques.
Com a resultat, el 20 d'octubre del 1811 es va signar un armistici entre el Primer Triumvirat i el virrei Elío, el qual establia el cessament de les hostilitats, l'aixecament del bloqueig naval sobre Buenos Aires, el reconeixement de la sobirania de Ferran VII per ambdues parts, l'autoritat d'Elío com virrei només sobre Montevideo i el territori cedit, i la retirada de les tropes revolucionàries – i portugueses – de la Banda Oriental i de les viles entre els rius Paranà i Uruguai de Concepció de l'Uruguai, Gualeguay i Gualeguaychú.

## L'èxode
Les tropes de Rondeau (Buenos Aires) van aixecar el setge el dia 12, que van ser seguides per les milícies d'Artigas (Montevideo). Aquest es va retirar cap al riu Uruguai, seguit per la major part de la població rural de la Banda Oriental, en l'anomenat Èxode Oriental. Unes catorze o setze mil persones. Els orientals es van sentir abandonats en mitja batalla i van rebutjar les condicions de l'acord amb Elío.
Després de deambular per ambdues costes del riu Uruguai, la població i les milícies orientals es van instal·lar al Campament del Ayuí, a l'actual província Entre Ríos, mentre petits grups lluitaven contra els invasors portuguesos.
El 15 de novembre del 1811 el Triumvirat va nombrar a Artigas Tinent Governador Justícia Major i Capità de Guerra del Departament de Yapeyú i els seus partits, amb el comandament sobre els 10 pobles missioners subjectes al control de Buenos Aires.
Per la seva banda, Elío va ser cridat per Espanya, a causa que el govern espanyol pretenia aixafar als independentistes sense acceptar cap acord. Va ser substituït per Gaspar de Vigodet.
Diego de Souza (Brasil) va rebre la ordre que el seu exèrcit havia de retrocedir al Brasil, però es va negar a tornar: va exigir com a condició per a la seva partida la dissolució de les milícies d'Artigas – que no havia evacuat totalment el territori oriental – i garanties que aquestes forces no atacarien poblacions portugueses.
El nou governador reialista de Montevideo, Gaspar de Vigodet, també va exigir al Triumvirat accions contra Artigas. Amb el front nord ja estabilitzat, el Triumvirat li va respondre que ajudaria a Artigas. Quan es va trencar l'armistici, el 31 de gener del 1812, Vigodet va reprendre les hostilitats.
Artigas va enviar a Fernando Otorgués i a Fructuoso Rivera cap a Misiones. Després d'una breu resistència, van recuperar successivament els pobles de Santo Tomé, Yapeyú i La Cruz.
A l'abril del 1812, el Triumvirat va enviar a Diego de Souza un ultimàtum exigint el seu immediat retir, a més de nombrar a Artigas cap de les operacions contra els portuguesos, i enviar-li el Regiment de Pardos i Morenos sota el comandament de Miguel Estanislao Soler i 20.000 pesos transportats per Ventura Vázquez.
Un nou atac portuguès va obligar les forces d'Artigas a traspassar el riu Uruguai cap a Entre Ríos, encara que amb prou feines van poder recuperar posicions a l'est de l'Uruguai. El 4 i el 6 de maig els portuguesos van atacar el poble de Santo Tomé, però van ser rebutjats.
El govern de Buenos Aires va ordenar a Artigas tornar al Campament del Ayuí, ja que Strangford havia aconseguit el 26 de maig la signatura del Tractat Rademaker-Herrera, que obligava a la retirada de les tropes portugueses al Brasil, deixant les mans lliures a les Províncies Unides per tornar a atacar Montevideo.
Souza va desconèixer l'acord, però – després de nous enfrontaments – va rebre ordre del rei Joan VI de Portugal de suspendre els combats i retirar-se de la Banda Oriental, ordre que finalment va complir el 13 de juny. Pocs dies després, el comandant de les Misiones ocupades per Portugal, Francisco dónes Chagas Santos, va intentar atacar La Cruz, defensada per forces de la província de Corrientes, però Galván li va comunicar que havien cessat les hostilitats i es va retirar. Tot i els intents de Vigodet per evitar-ho, l'armistici va ser ratificat el 13 de setembre. D'altra banda, cal dir que molts dels orientals que es van negar a seguir en el seu èxode a Artigas van acabar per fugir a Montevideo. A finals d'aquell any, la ciutat tenia entre 3.500 i 4.000 refugiats.
Els portuguesos no van evacuar completament les seves forces fins als límits establerts abans de la invasió, quedant en el seu poder la regió dels actuals municipis de Uruguayana, Quaraí, Santana do Livramento i Alegrete, i part de Rosário do Sul, Dom Pedrito i Bagé.

## Inici del Segon Setge
A l'abril del 1812, el Triumvirat va enviar a un dels seus membres, Manuel de Sarratea, al comandament de l'exèrcit instal·lat a Entre Ríos.
Instal·lat a una llegua del campament d'Artigas, Sarratea va començar a tenir conflictes amb aquest, que no el reconeixia com al seu superior. De forma que el triunvirat es va dedicar a seduir als oficials de l'exèrcit d'Artigas perquè s'incorporèssin al seu, aconseguint que es passessin a les seves forces uns 2.000 homes.
Al setembre del 1812, l'avantguarda de l'exèrcit de Sarratea, comandada per Rondeau, va travessar el riu Uruguai i va iniciar la marxa sobre Montevideo. Simultàniament, les tropes d'Artigas (Montevideo) i la població que l'havien seguit van iniciar el seu retorn a la Banda Oriental, encara que no van participar en les operacions.
Poc després arribava a Buenos Aires la notícia de la victòria a la batalla de Tucumán, que va significar un enorme descrèdit per al Primer Triumvirat, que havia ordenat la retirada de l'Exèrcit del Nord fins a Córdoba, abandonant als reialistes tota la Intendència de Salta del Tucumán. El coronel José de Sant Martín va iniciar un cop d'Estat que va enderrocar al Triumvirat i el va substituir per l'anomenat Segon Triumvirat.
Punt el període del Segon Triumvirat, com el dels dos primers Directors Suprems van estar marcats per l'actuació de la Lògia Lautaro, que va dirigir la seva política exterior, interior i bèl·lica. El Segon Triumvirat i el primer Directori van tenir una actitud més important cap a la defensa militar, i cap a la pretensió de reconstruir el Virregnat.
El 20 d'octubre, poc després de rebre la notícia de la caiguda del Triumvirat, l'exèrcit patriota iniciava novament un setge a Montevideo. El 31 de desembre, sense saber que la nit anterior els assetjadors havien rebut reforços, els reialistes van atacar el campament dels assetjadors, però van ser durament derrotats a la batalla de Cerrito.
La ciutat assetjada va poder resistir a causa de la seva indiscutible superioritat naval, però els seus defensors no tornarien a intentar defensar-se a terra ferma. No obstant, justament durant l'any 1813 van arribar nous reforços a la ciutat assetjada. Mentre que entre els anys 1811 i 1812 havien arribat menys de 800 homes des d'Espanya, el 1813 van ser enviats 3.440 homes a Montevideo –dels quals van morir uns 400 en un naufragi-. Fins llavors s'havia reforçat als exèrcits que lluitaven en el Virregnat de Nova Magrana i en el de Nova Espanya, però aquell any el 37% de les tropes enviades a Amèrica el van ser al port de Montevideo.
Mancats de territori que els proveís de queviures, els reialistes de Montevideo van llançar successius atacs a la costa dels rius Uruguai i Paraná, squejant impunement. Però la sonora victòria dels Granaders a cavall del coronel José de Sant Martín al combat de Sant Lorenzo, el 3 de febrer del 1813, va escarmentar als reialistes per a no realitzar noves incursions. Des de llavors, la ciutat va haver d'abastir-se a si mateixa.

## Ruptura amb Artigas
El nou govern del Rio de la Plata va accedir finalment a reconèixer a Artigas l'autoritat que tenia sobre les forces sota el seu comandament, i va ordenar a Sarratea tornar a Buenos Aires a principis del 1813. Artigas es va sumar amb les seves forces al setge de Montevideo, posant-se a les ordres de Rondeau, però conservant certa autonomia.
Durant la resta de l'any 1813, l'acció en el setge de Montevideo es va limitar a algunes escaramusses (combats aïllats entre enemics que es trobaven improvisadament). El setge de Montevideo es va allargar, eugmentant l'abundància de recursos dels defensors i la falta de mitjans dels atacants.
El nou Triumvirat va convocar a l'Assemblea General Constituent, que va portar importants avanços legislatius i va abandonar gairebé per complet la Màscara de Ferran VII, és a dir, el discurs sobre la suposada continuació de la sobirania del rei Ferran VII.
Les relacions entre Artigas i el govern de Buenos Aires havien empitjorat: el rebuig dels diputats orientals a l'Assemblea de l'Any XIII i l'elecció d'uns altres, pràcticament nomenats per Rondeau, van portar molta tensió al conflicte entre les intencions d'independència immediata i la d'organització federal propugnada per Artigas, amb el centralisme i la moderació de la política del govern de Buenos Aires.
A finalitats de gener del 1814, les tropes lleials a Artigas van abandonar el setge i es van retirar a la costa del riu Uruguai. El motiu d'aquesta retirada estava en el convenciment per part dels orientals que el govern de Buenos Aires pretenia governar a tot el país com una dependència de Buenos Aires.
L'Assemblea va reaccionar concentrant el poder: l'últim dia de gener del 1814 l'Assemblea va nombrar com a Director Suprem de les Províncies Unides del Riu de la Plata a un dels membres, Gervasio Antonio de Posadas.
Una de les primeres mesures del govern de Posadas va ser la de declarar a Artigas "traïdor a la Pàtria" i posar preu al seu cap. Va enviar un exèrcit a capturar Artigas. D'aquesta manera va començar la guerra entre Artigas i el Directori, la primera de les guerres civils argentines.
L'exèrcit enviat a capturar a Artigas – que després de vèncer-lo havia d'augmentar el setge – va ser derrotat al combat del Espinillo, el 22 de febrer. En una ràpida successió, els territoris de Corrientes i Misiones, i els pobles de l'interior de la Banda Oriental es van pronunciar a favor del federalisme propugnat per Artigas. De forma que les forces assetjants no van rebre cap reforç.
El governador Vigodet va creure que Artigas, que es va mostrar contra el govern central de Rio de la Plata, s'incorporaria a l'exèrcit del Rei. Però el cabdill s'hi va negar.

## Guerra naval
Amb el pas del temps, la situació a Espanya s'havia anat revertint i, finalment, Ferra VII va tornar al tron espanyol. La política francament absolutista del rei comportava també una actitud més agressiva en contra dels estats independitzats de l'imperi, rebutjant qualsevol pacte que no signifiqués senzillament tornar a la situació anterior de dependència absoluta.
El Director Suprem de Buenos Aires va dedicar tots els seus esforços a ocupar Montevideo, per evitar que servís com a port d'arribada d'alguna expedició reconquistadora. Una gran expedició de 10.600 homes dirigida pel general Pablo Morillo es va preparar per reconquerir el Rio de la Plata, però la seva organització va necessitar massa temps, i va donar lloc a una campanya per conquerir Montevideo. Finalment es va dirigir a Veneçuela.

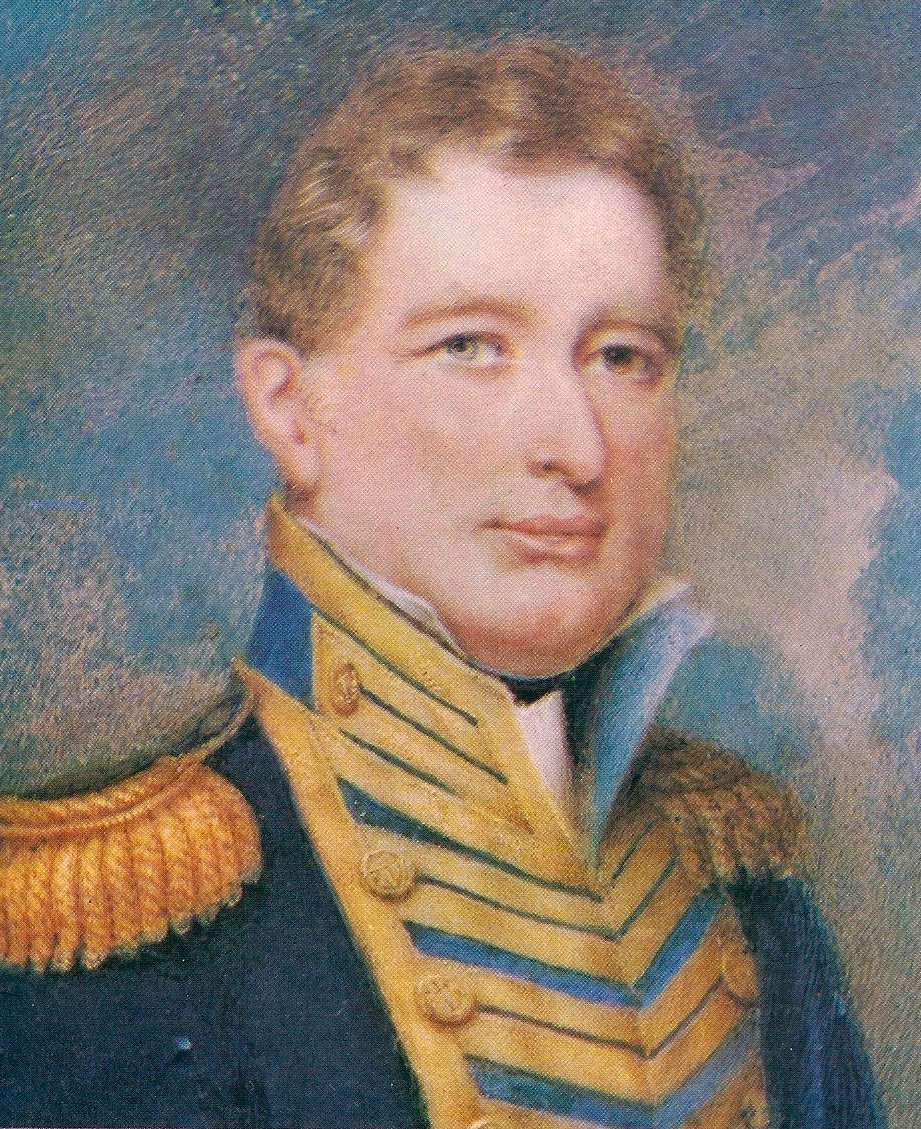
Guillermo Brown, vencedor dels reialistes de Montevideo.

El govern revolucionari de Buenos Aires va crear una petita flota, amb la missió de conquerir als reialistes el control dels rius interiors i l'estuari del Plata. El comandament de tots els vaixells estava en mans de mariners estrangers, inclòs el seu comandant, l'irlandès Guillermo Brown.
Aquest va dirigir la seva flota contra l'illa Martín García, on va vèncer a l'esquadra del capità Jacinto Romarate i va ocupar l'estratègica illa, obligant als vaixells reialistes a retirar-se remuntant el riu Uruguai el 15 de març. Els bucs enviats en la seva persecució van ser derrotats en el combat de Arroyo de la China. No obstant, els vaixells de Romarate van romandre a Concepción de l'Uruguai fins al final de la guerra.
La notícia de l'imminent retorn de Ferran VII al tro espanyol va obligar a accelerar les accions: el 20 d'abril, la flota de Brown va atracar davant de Montevideo, declarant el bloqueig naval a la ciutat. L'esquadra reialista comandada per Miguel de la Sierra, va sortir de Montevideo per enfrentar-se a Brown, però en el combat naval del Buceo, lliurat entre els dies 15 i 17 de maig, la major part dels bucs reialistes van ser capturats o destruïts. Varis vaixells restants van fugir en direcció a Espanya, i uns pocs vaixells petits es van tancar al port de Montevideo.
El setge sobre la ciutat estava complet, i la superioritat naval reialista havia desaparegut.

## Caiguda de Montevideo
Rondeau comandava 4.000 homes en el setge i Vigodet comptava amb 5.000 per defensar la ciutat. D'acord amb la seva intenció d'accelerar la victòria en el front, Posadas va encarregar al seu nebot, el coronel Carlos María d'Alvear, noves unitats militars. Més de 1.500 homes van ser enviats al setge de Montevideo, sota el comandament d'Alvear, que reemplaçaria a Rondeau al capdavant del setge. Curiosament, Alvear va prendre el comandament el dia 17 de maig, quan la victòria de la flota de Brown ja era completa.
Immediatament, Alvear va negociar amb Vigodet el lliurament de Montevideo, i es va arribar a un acord pel qual els reialistes podrien retirar-se a Espanya amb els seus vaixells i armes, mentre que els patriotes prendrien Montevideo en dipòsit, en nom de Ferran VII. Però Alvear, emparant-se en la falta de ratificació de l'acord per Posadas, va entrar a la ciutat el 23 de juny, prenent presoners als reialistes i capturant tot el seu armament.

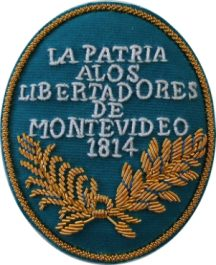
Escut honorífic atorgat a les tropes després de la caiguda de Montevideo.

El 22 de juny les forces reialistes van lliurar la Fortalesa del General Artigas a les tropes del Regiment Número dos, els quals van hissar la bandera espanyola segons l'estipulat en la capitulació. El 23 de juny es van entregar les claus de la ciutat a Nicolás de Vedia, davant de les tropes del Regiment número 6 de Pardos i Morenos encapçalats per Miguel Estanislao Soler, després de la qual cosa les tropes reialistes van començar a sortir pel Portó de Sant Joan, mentre que les tropes patriotes entravel pel Portó de Sant Pere encapçalades per Alvear amb el seu escorta i estat major. Després hi van entrar el Regiment número 3 de l'Estrella (al comandament de Juan S. Fernández), Regiment d'infanteria número 9 (sota el comandament de Pagola), els sapadors al comandament de Holmberg i d'Oyuela, l'artilleria del Regiment d'Artilleria de la Pàtria (al comandament de Matías d'Irigoyen), dos esquadrons del Regiment de Granaders a cavall (amb Matías Zapiola al capdavant), la resta del Regiment de Marrons i Bruns amb Francisco Zelada al capdavant, quatre esquadrons de dracs comandats per Hortiguera i per Pico, un piquet de cavalleria la comandament de Pinto, el Regiment d'infanteria número 8, i finalment Valdenegro amb les forces d'avantguarda.
El 7 de juliol del 1814 el coronel José Motlles presentava les vuit banderes capturades a l'Assemblea.
Vigodet va ser alliberat poc després, juntament amb tots els oficials, però les tropes d'origen americà – i africà – i l'armament van engrossir l'exèrcit independentista: van ser presos 7.000 presoners, 500 canons, 9.000 fusells i 99 embarcacions.
La caiguda de Montevideo va significar la fi de l'amenaça reialista sobre el Rio de la Plata, que havia durat quatre anys. I a més, va proveir abundant armament, vestuari i municions als exèrcits de Rio de la Plata.
Després de la captura de Montevideo, que va ser gràcies gairebé exclusivament a l'esquadra de guerra, aquesta va ser desmantellada per cancel·lar deutes.

## Montevideo i la guerra civil
La caiguda de Montevideo no va ser el final dels problemes en el front oriental, sinó un canvi en la seva naturalesa. A pesar de la seva promesa de lliurar la ciutat als homes d'Artigas, Alvear va atacar als seus lloctinents i va col·locar al govern de la ciutat rendida a Nicolàs Rodríguez Penya.
La guerra civil va continuar durant uns mesos més, amb molts alts i baixos, obligant a mantenir tropes a la Banda Oriental i a Entre Ríos que no van poder ser enviades a reforçar l'únic front que encara existia contra els reialistes, al Nord.
Al gener de l'any següent, després de la victòria d'Artiges a la batalla de Guayabos, el general Alvear, nou Director Suprem, va acordar una precària pau amb aquest i lliurar-li el control de la Província Oriental.